# Kris Flameng
Christiaan Julius (Kris) Flameng (Turnhout, 17 februari 1950) is een Belgisch leraar, muziekpedagoog/therapeut, auteur, componist en dichter. Hij woont in Oud-Turnhout.

## Biografie

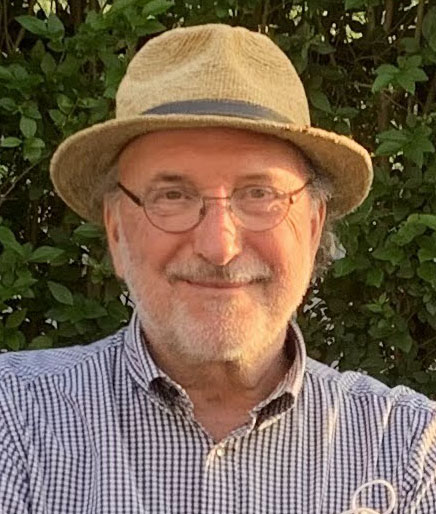
Kris Flameng

Kris Flameng is een Vlaamse auteur, pedagoog. Kunstenaar had daarnaast een carrière in het onderwijs en de culturele sector. Hij heeft gewerkt als nascholingsdocent voor leerkrachten en was betrokken bij de voortgezette lerarenopleiding aan twee Vlaamse hogescholen. In die hoedanigheid droeg hij bij aan de ontwikkeling van eindtermen en leerplannen voor muzische vorming in het basis- en buitengewoon onderwijs. 
In de theaterwereld leidde Kris Flameng gedurende tien jaar het kindertheater 'Met Toeters en Bellen', dat voorstellingen gaf in Vlaanderen en Nederland. Hij schrijft nog steeds muziek en teksten voor theater, musicals en ballet en houdt zich bezig met het creëren en bewerken van musicals.
Naast zijn werk in het onderwijs en theater was Kris Flameng actief betrokken bij verschillende kleinkunstprojecten, waaronder Tamboerijn. Zijn literaire werk omvat drie dichtbundels, een theatermonoloog en vier romans. Deze diverse activiteiten weerspiegelen Kris Flamengs brede interesse in kunst, onderwijs en cultuur.

### Muzisch-pedagogische werken
- Muzisch met muziek + 3 cd’s (De Sikkel/De Boeck, 1999 )

- Op maat + 1 cd (De Boeck, 1999)
- Twee maten rust + 1cd  (Abimo, 2007)
- Het kleinste maatje + 1cd (Abimo, 2009)
- Eén maatje meer + 1cd (Abimo, 2011)
- Na de pauze + 1cd (Abimo, 2012)
- Vertel mij eens een liedje + 1cd (Abimo/Pelckmans, 2015)

### Musicals/kinderverhalen
- De Pimpernellen (Almo/Peperbus, 1990)
- Circus Kolder (Almo/Peperbus, 1992)
- Fonske  (Peperbus, 1994)
- In het ruimteschip Gamelle (Peperbus, 1997)
- Reinaart, de musical  (Almo/Peperbus, 2010)

### Muziek
- LP Tamboerijn (RCA, 1973)
- LP Kris Vlamings: Voor het donker wordt (Parsifal, 1977)
- LP Kris Vlamings: Een dozijn kinderliedjes (Racoon, 1980)
- CD Tamboerijn: Dovenetels en blindevinken (Sonare/Peperbus, 2004)
- CD Kris Flameng: Soundtrack (Peperbus, 2006)
- CD Tamboerijn: Kwakkelstraat 158 (Peperbus/Amurec, 2012)
- CD Marc Dex: Liedjes voor de Liereman (PBArte, 2019)
- CD Marc Dex: Een Leven Vol Muziek (CNR, 2021)
- CD Marc Dex: Ik Vraag Alleen (Damaro, 2024 )

### Poëzie
- Laat Licht (Poëma, 2012)
- Nieuwe Nevels (Poëma, 2014)
- Bij kaarslichte dag (Poëma, 2019)